# Pierre Froidebise
Pierre Froidebise (Ohey (Província de Namur), 15 de maig, 1914 - Lieja, 28 d'octubre, 1962) va ser un organista i compositor belga.

## Biografia
Pierre Froidebise, fill d'un farmacèutic, va rebre classes de piano des de la seva primera infància. Durant els seus anys de batxillerat va tenir contacte amb el sacerdot Camille Jacquemin, que era professor d'orgue al seminari Floreffe i havia estudiat amb Vincent d'Indy. Jacquemin va recomanar Froidebise a Charles Tournemire en aquell moment. El 1934 Froidebise va començar els seus estudis al Conservatori de Brussel·les, on entre els seus professors hi havia Léon Jongen, Jean Absil i Paul de Maleingreau (orgue).
Després d'acabar els seus estudis, s'instal·là a Lieja el 1942 i esdevingué organista a l'església de St. Jacques i al seminari. Uns mesos més tard va ser professor d'harmonia al Conservatori Reial de Lieja, càrrec que va ocupar fins al final de la seva vida.
El 1943 va rebre un Prix de Rome (2n premi). La recerca de Pierre Froidebise en el camp de la música d'orgue antiga es reflecteix en el seu enregistrament "Anthologie de la musique d'orgue des Primitifs à la Renaissance", que va rebre el "Grand Prix du Disque" l'any 1960.
Els interessos de Froidebise radicaven en nombrosos àmbits artístics i culturals, des de l'estètica, la literatura oriental i el cant gregorià fins a la música en sèrie. Va mantenir contactes amb Olivier Messiaen, René Leibowitz i Pierre Boulez. El seu entusiasme i la seva influència es van transmetre de manera duradora als seus estudiants, que incloïen Célestin Deliège, Henri Pousseur i Philippe Boesmans.
La seva filla Anne Froidebise (nascuda el 4 de novembre de 1950) va ser professora d'orgue al Conservatori Reial de Lieja de 1992 a 2015.

## Obres (selecció)
- Sonata per a violí i piano (1938)
- Trio d'estil antic (1938)
- Petita suite per a quintet de vent
- Cantata: La lumière endormie (1940)
- Cantata: La Navigation d'Ulysse (1943), 2n Prix de Rome
- Petit llibret d'orgue en style ancien (1957)
- Ballet: Le bal chez le voisin (1957)